# Marjana Lipovšek
Marjana Lipovšek, née le 3 décembre 1946 à Ljubljana, est une mezzo-soprano slovène, chanteuse d'opéra, concertiste et actrice.

## Biographie
Marjana Lipovšek est la fille du compositeur Marijan Lipovšek (1910–1995), qui fut de 1968 à 1970 le recteur de l'académie de musique de Ljubljana, où elle étudie la musique et le chant. De 1970 à 1977, elle étudie le chant lyrique à l'Université de Musique et des Arts de la scène de Graz, puis à Vienne à partir de 1978. L'obtention d'une bourse lui permet en 1980 de prendre des cours de chant auprès de Charlotte Kaminsky (1904–1989) et d'Erik Werba
Elle commence sa carrière de chanteuse lyrique à l'Opéra de Vienne en 1979. Elle se produit également à l'Opéra de Hambourg à partir de 1981. Elle monte par la suite sur la scène de nombreuses maisons d'opéra, parmi lesquels l'Opéra de Bavière, l'Opéra d'État de Berlin, le Staatsoper Stuttgart, l'Opéra de Francfort, celui de le Grand théâtre du Liceu de Barcelone, la Scala de Milan, le Royal Opera House de Londres, l'Opéra lyrique de Chicago, le Metropolitan Opera de New York, et le San Francisco Opera.
Elle participe également aux festivals internationaux de Berlin, Bragance, Vienne, Edimbourgh, Florence, Prague et Salzbourg.
Pendant sa carrière, elle travaille avec des chefs prestigieux tels Claudio Abbado, Colin Davis, Michael Gielen, Bernard Haitink, Nikolaus Harnoncourt, Lorin Maazel, Zubin Mehta, Seiji Ozawa, Helmuth Rilling, Wolfgang Sawallisch, Georg Solti et Horst Stein.
Elle contribue également à plusieurs films et téléfilms.
Marjana Lipovšek est mariée au chanteur Alfred Burgstaller. Elle vit actuellement à Vienne et Salzbourg où elle est également professeur de chant.

## Œuvres de son répertoire

### Opéra
- Alban Berg, Wozzeck : Marie; et Lulu : Gräfin Geschwitz
- Béla Bartók, Le Château de Barbe-Bleue : Judith
- Georges Bizet, Carmen : Carmen
- Alexander Borodin, Prince Igor : Kontschakowna
- Friedrich Cerha, Baal : Emilia
- George Enescu, Œdipe : Sphinx
- Claudio Monteverdi, L'incoronazione di Poppea : Octavia
- W. A. Mozart, Così fan tutte : Dorabella
- Modeste Moussorgski, La Khovanchtchina : Marfa et Boris Godounov : Marina
- Krzysztof Penderecki, Die schwarze Maske: Rosa Sacchi
- Camille Saint-Saëns, Samson et Dalila : Dalila
- Richard Strauss, Die Frau ohne Schatten : Amme ; Elektra : Clytemnestre et Der Rosenkavalier : Octavian
- Giuseppe Verdi, Aida : Amneris ; Il trovatore : Azucena ; Falstaff : Mrs. Quickly et Un ballo in maschera : Ulrica
- Richard Wagner, Tristan und Isolde : Brangäne ; Das Rheingold : Fricka et Parsifal : Kundry

### Concerts
- J. S. Bach, Passion selon Saint Jean, Passion selon Saint Matthieu, Oratorio de Noël et Messe en si mineur
- Gustav Mahler, Das Lied von der Erde, Kindertotenlieder
- Arnold Schönberg, Gurre-Lieder
- Igor Strawinsky, Œdipus Rex

## Distinctions
- Prix Prešeren 1988
- Kammersängerin bavaroise en 1993
- Décoration d'argent de la liberté par la République de Slovénie 1994
- Kammersängerin de l'opéra de Vienne en 1996
- Médaille d'or Gustav Mahler 1996
- Décoration d'or pour la culture et l'art par la République d'Autriche 2001
- Membre honorifique de la Philharmonie slovène en 2002